# 反動的修辭
《反動的修辭》（英語：The Rhetoric of Reaction: Perversity, Futility, Jeopardy）為德裔美國經濟學家阿爾伯特·赫緒曼於1991年出版的政治學論著。他將反對社會改革的保守主義修辭分類成三種敍事公式：悖謬論（適得其反）、無效論（徒勞無功）、危害論（顧此失彼），並論證這三種敍事公式不但過度簡化、充滿邏輯缺陷，並不當中斷應有的辯論。赫緒曼以法國大革命和19世紀和20世紀的史例來闡述其論點，並提出應對的進步主義敍事及涵包進步主義及保守主義的思考架構。

## 背景
1980年代美國總統雷根上台後新右派思潮興起，攻擊由美國進步主義思潮自小羅斯福新政以來所建立的社會福利制度；受福特基金會的委託，赫緒曼分析美國新右派的保守論述為：社會福利只會製造更多的窮人和深化貧困問題（悖謬論）；社會福利無法對人類社會必有的貧困現象產生任何改變（無效論）；社會福利會摧毀如個人自由等更重要的價值（有害論）。

## 內容

### 反動修辭的三個敘事公式
赫緒曼以物理學的作用力與反作用力的比喻，將主張社會改革的進步主義面臨到保守主義反對的敍事公式描述成三種類型：
- 悖謬論：主張任何想改進政治、社會、經濟秩序的行動只會惡化原本想改進的不佳狀況。
- 無效論：認為任何社會改進企圖將是徒勞的，根本發揮不到一點功效。
- 危害論：聲稱改進或改革的成本太高，因為它危及一些已有稍早的寶貴成果。

赫緒曼認為，這三個敍事公式都是「不妥協式的修辭」（英語：rhetorics of intransigence），中斷了應該有的辯論。

### 進步主義敘事
赫緒曼並非只分析反動論述的敍事結構，他也指出進步主義亦可能犯類似錯誤：
- 相輔相成的幻象： 認為所有好的價值都能相輔相成，而忽略各種想法潛在的競爭性。
- 立即的危害：主張為避免迫在眉睫的危險，需採取緊急行動的必要。
- 歷史定論：認為歷史毫無疑問的是站在他們那一邊。

### 應對的思考架構
總結保守主义及進步主義在公共論述的潛在問題，赫緒曼主張他寫作本書的目的，並不全是批判保守主义的反動思想，而是點出持這兩種立場的人常犯的思想及區辯的惰性和僵硬，而這在知識思想上的惰性和僵硬，對民主的政治生活顯然不利。
赫希曼认为，批評保守主义反动派的人格或心灵無助於公共論述，反而加深彼此的鸿沟，為冲击其脆弱的逻辑，需改用理解反动派修辞的方式來沟通融合。

## 評論
2012年赫緒曼以97岁高龄逝世，美国新保守主義政治学家弗朗西斯·福山回顾赫希曼其主要贡献，特別點出《反动的修辞》的時代意義，要小心保守派以负面结果的可能论点來反對所有改革努力，但也提醒赫希曼對革命性的改革的問題，應崇尚见效慢但稳定开展的民主“改革管理”。
2012年，台灣作家吳典蓉總結評論「赫緒曼原來要寫的是《反動的修辭》，到最後卻成了一本他自己認為比較公允的《堅持己見的修辭學》」，藉此批評台灣政治現狀是一場「聾子的對話」，需要赫緒曼特有的反思進而調整的能力。